# Джон Диксън Кар
Джон Диксън Кар (на английски: John Dickson Carr) е американски писател на детективски романи в жанра трилър. Пише и под псевдонима Картър Диксън (Carter Dickson), Кар Диксън и Роджър Феърбърн.

## Биография и творчество
Джон Диксън Кар е роден на 30 ноември 1906 г. в Юнионтаун, Пенсилвания, САЩ. Син е на Юлия и Ууда Никълъс Кар, адвокат, за кратко конгресмен в Сената от Пенсилвания. Още докато е в основното училище той работи като репортер към местния вестник по спортни и криминални събития. На 15 години дори има собствена рубрика. От 1921 г. до 1925 г. учи в престижното училище „Хил“ в Потстаун, Пенсилвания, където пише за литературното му списание. Продължава обучението си в колежа-интернат „Хейвърфорд“, където завършва през 1928 г. с диплома по право. Там той продължава своята литературна дейност като пише разкази и стихотворения, и е редактор на списание „Хейвърфордиън“.
Кар напуска САЩ през 1928 г., за да учи допълнително право в Париж, но предпочита да пише, което го привлича от детството му. Легендата разказва, че в Париж Кар е създава първия си роман – историческо приключение, който не е публикувал, тъй като не го е харесал. Първият му издаден роман е „It Walks By Night“ през 1930 г. С него той започва първата си серия криминални романи с герой Хенри Бенколин. В своето творчество той е повлиян от Гастон Льору и К. Честъртън.
Със своя първи роман Кар представя своя уникален стил на произведения наречен „мистерията на заключената стая“, под-жанр на съспенс романите. В него обикновено на читателя се представят всички факти, улики, заподозрени и мотиви по извършеното престъпление и се очаква той да излезе със собствено решение преди то да се даде от автора. Терминът произтича от факта, че престъплението е извършено в помещение, което обикновено е заключено отвътре и няма индикация за принудително влизане, като трябва да се определи как извършителят е успял в случая без да остави следа. Обикновено загадката е скрита сред правдоподобността и доверчивостта на читателя към описаните факти, прикрита от атмосфера на напрежение, малка доза от свръхестественост и комедийни случки, заради което много малко читатели могат да се ориентират и четат с увлечение до развръзката.
Докато пътува между Франция и САЩ през океана се запознава с англичанката Кларис Клийвъс, с която се женят през 1931 г. Една година по-късно, двамата се установяват в Англия, където Кар прекарва голяма част от кариерата си. Двамата имат три дъщери – Юлия, Бонита и Мери.
През 1932 г. Кар започва първата от двете най-известни поредици „Д-р Гидеон Фел“ с романа „Hag's Nook“. Героят му д-р Фел е ексцентричен англичанин от висшата класа на възраст между зрялата и напредналата. Той е възпълен и може да ходи само с помощта на два бастуна, но по всяко време е модел на цивилизованост и сърдечност. Той връзва разпиляната си коса или си слага шапка с козирка, и обикновено носи пелерина. Живее в скромна вила и няма официална връзка с публичните власти, което му позволява да дава независимо мнение. Прототип за вида на героя му се определя британския писател Гилбърт Кийт Честъртън.
Загадката с участието на д-р Фел в романа „Човекът-призрак“, който се счита за шедьовър на Кар, е избрана като най-добрата „мистерия на заключената стая“ на всички времена през 1981 г.
През 1934 г. излиза първият роман от другата известна серия криминални романи на Кар – „Сър Хенри Меривейл“. В тях главният герой сър Меривейл в много отношения прилича на д-р Фел. Той също е от висшата класа, заможен наследник на най-старата титла „баронет" в Англия, в напреднала възраст и е своеобразно ексцентричен. В ранните си години е бил ръководител в британските тайни служби. На външен вид той е як и величествен, физически активен и често проявява лошо настроение и гняв. В много отношения приликата му се свързва с вида и поведението на Уинстън Чърчил.
Кар е изключително плодовит като автор, като има години, в които той пише по четири романа. За да не влиза в противоречие с издателите се налага втората серия романи да бъде публикувана под псевдоним. Първоначално това е Кар Диксън, но тъй като е много сходен с името на автора се възприема псевдонима Картър Диксън.
Животът на Кар в продължение на години в Англия дава основен отпечатък на творчеството му. Повечето от романите, особено в началото, имат сюжети свързани с местности, села и градове в Англия, с английски думи и изрази. Двамата му най-известни детективи също са англичани. Затова често критиците го групират сред писателите с британски стил на трилърите. През 1930 г. е поканен да се присъеди към откриване на Лондонския клуб на писателите. Негови видни членове са Антъни Бъркли, Марджъри Алингам, Гилбърт Честъртън, Дороти Л. Сейърс, Джон Роуд, и Агата Кристи. Кар е един от само двама американци, които са били негови членове.
Освен като писател на романи и разкази Кар пише успешно пиеси за съюзническите сили, които се излъчват по Би Би Си. Те са толкова ефективни, че посолството на САЩ позволява на Кар да остане във Великобритания известно време, за да продължи работата си за пропагандата. През 1942 г. обаче е принуден да се върне в САЩ, за да работи за правителството по време на Втората световна война, въпреки че никога не е призован на активна служба в армията.
Кар се завръща в САЩ през 1948 г. като международно известен автор и част от класиците в криминалния жанр. Освен с известните си серии криминални мистерии, Кар пише и самостоятелни романи, които също затвърждават успеха му автор от „златния век“ на съспенса. Той е пионер на историческата загадка, към която се насочва основно през 50-те години.
През 1950 г. за биография му на сър Артър Конан Дойл получава специалната награда „Едгар“ на Асоциацията на писателите на криминални романи на Америка. През 1963 г. получава най-високото отличие – наградата „Велик Магистър“, а през 1970 г. отново получава наградата „Едгар“ като признание за 40-годишната си кариера като писател на трилъри.
С Ейдриън Конан Дойл, най-малкият син на сър Артър Конан Дойл, Кар пише криминални истории с героя му Шерлок Холмс, които са публикувани два сборника с разкази през 1954 г.
Освен за радиото той пише и сценарии. По някои от романите и разказите му са направени филми – „The Man With a Cloak“ през 1951 г., „Dangerous Crossing“ през 1953 г., „That Woman Opposite“ през 1957 г. по романа „Кутийката за енфие на императора“, и „La chambre ardente“ 1962 г. по романа „Пламтящото съдилище“. По произведенията му са направени и множество телевизионни сериали от 1951 г. до 1982 г. като известния „Colonel March of Scotland Yard“ с участието на звездата Борис Карлоф в ролята на полковник Марч.
Кар редува своя живот от 1948 г. до 1960 г. между дома си в Мамаронек, Ню Йорк и Англия. В началото на пролетта на 1963 г., докато е в Мамаронек, Кар, който злоупотребява с алкохола и цигарите, претърпява инсулт, който парализира лявата му страна. След това нещастие през 1965 г. той се установява в Грийнвил, Южна Каролина, където продължава да пише с една ръка.
След продължително боледуване и лечение Джон Диксън Кар умира от рак на белите дробове на 27 февруари 1977 г. в Грийнвил.

## Произведения

### Произведения като Джон Диксън Кар

#### серия „Хенри Бенколин“ (Henri Bencolin)
1. It Walks By Night (1930)
2. Castle Skull (1931)
3. The Lost Gallows (1931)
4. The Waxworks Murder (The Corpse in the Waxworks) (1932)
5. The Four False Weapons (1937)

#### серия „Д-р Гидеон Фел“ (Dr. Gideon Fell)
1. Hag's Nook (1932)
2. The Mad Hatter Mystery (1933)
Мистерията на лудия шапкар, изд.: ИК „Бард“, София (1994), прев. Елена Антова
Лудия шапкар, изд.:ИК „Труд“, София (2003), прев. Владимир Молев
3. The Eight of Swords (1934)
4. The Blind Barber (1934)
5. Death-Watch (1935)
6. The Three Coffins (The Hollow Man) (1935)
Човекът-призрак, изд. „Абагар“ (1996), прев. Йорданка Делидимова
7. The Arabian Nights Murder (1936)
8. The Crooked Hinge (1938)
Златокосата вещица, изд.: ИК „Труд“, София (2003), прев. Владимир Молев
9. To Wake the Dead (1938)
Да събудим мъртвите, изд.: ИК „Труд“, София (2005), прев.
10. The Black Spectacles (The Problem of the Green Capsule) (1939)
11. The Problem of the Wire Cage (1939)
12. The Man Who Could Not Shudder (1940)
13. The Case of the Constant Suicides (1941)
14. Death Turns the Tables (1942)
15. Till Death Do Us Part (1944)
Докато смъртта ни раздели, изд.: „Хр. Г. Данов“, Пловдив (1986), прев. Борис В. Велчев, Здравко Йорданов
16. He Who Whispers (1946)
17. The Sleeping Sphinx (1947)
18. Below Suspicion (1949)
19. The Dead Man's Knock (1958)
20. In Spite of Thunder (1960)
21. The House at Satan's Elbow (1965)
22. Panic in Box C (1966)
23. Dark of the Moon (1967)

#### Самостоятелни романи
1. Poison in Jest (1932)
2. The Murder of Sir Edmund Godfrey (1936)
3. The Burning Court (1937)
Пламтящото съдилище, изд. „Азинус“ (1993), прев. Ирина Васева
4. The Emperor's Snuff-Box (1942)
, изд.: „Хр. Г. Данов“, Пловдив (1984), прев. София Василева
Кутийката за енфие на императора, изд. „Касталия“ Пловдив (1992), прев. София Василева
, изд.: ИК „Плеяда“, София (2012), прев. София Василева
5. The Bride of Newgate (1950)
6. The Devil in Velvet (1951)
7. The Nine Wrong Answers (1952)
Девет грешни отговора, изд.:ИК „Труд“, София (2004), прев. Владимир Молев
8. Captain Cut-Throat (1955)
9. Patrick Butler for the Defense (1956)
10. Fire, Burn! (1957)
11. The Scandal at High Chimneys (1959)
12. The Witch of Low Tide (1961)
13. The Demoniacs (1962)
14. Most Secret (1964)
15. Papa La-Bas (1968)
16. The Ghosts' High Noon (1969)
17. Deadly Hall (1971)
18. The Hungry Goblin (1972)

#### Сборници разкази
- Third Bullet and Other Stories (1954)
- The Exploits of Sherlock Holmes: A Collection of Sherlock Holmes Adventures Based on Unsolved Cases from the Original Sir Arthur Conan Doyle Stories (1954) – в съавторство с Ейдриън Конан Дойл
- More Exploits Of Sherlock Holmes (1954) – в съавторство с Ейдриън Конан Дойл
- The Men Who Explained Miracles (1964

#### Разкази
- The Other Hangman (1935)
- The Footprint In the Sky (1944)
- Blind Man's Hand ()
- The Wrong Problem ()

#### Документалистика
- The Murder of Sir Edmund Godfrey (1936)
- The Life of Sir Arthur Conan Doyle (1949)

### Произведения под псевдонима Картър Диксън

#### серия „Сър Хенри Меривейл“ (Sir Henry Merrivale)
1. The Plague Court Murders (1934)
Чумавият двор, изд.:ИК „Труд“, София (2004), прев. Александър Бояджиев
2. The White Priory Murders (1934)
3. The Red Widow Murders (1935)
4. The Unicorn Murders (1935)
5. The Magic Lantern Murders (The Punch and Judy Murders) (1936)
6. The Peacock Feather Murders (The Ten Teacups) (1937)
7. The Judas Window (The Crossbow Murder) (1938)
8. Death in Five Boxes (1938)
9. The Reader is Warned (1939)
10. And So To Murder (1940))
11. Nine and Death Makes Ten (Murder in the Submarine Zone) (1940)
12. Seeing is Believing (Cross of Murder) (1941)
13. The Gilded Man (Death and the Gilded Man) (1942)
14. She Died a Lady (1943)
15. He Wouldn't Kill Patience (1944)
Убийство в зоопарка, изд.:ИК „Труд“, София (2004), прев. Весела Василева
16. The Curse of the Bronze Lamp (Lord of the Sorcerers) (1945)
17. My Late Wives (1946)
18. The Skeleton in the Clock (1948)
Скелетът в часовника, изд.:ИК „Труд“, София (2005), прев. Людмила Левкова
19. A Graveyard to Let (1949)
20. Night at the Mocking Window (1950)
21. Behind the Crimson Blind (1952)
22. The Cavalier's Cup (1953

#### Самостоятелни романи
- The Bowstring Murders (1934)
- Drop to His Death (Fatal Descent) (1939) – в съавторство с Джон Род
- Fear Is the Same (1956)

#### Сборници разкази
- The Department of Queer Complaints (1940)

### Книги за Джон Диксън Кар
- John Dickson Carr: A Critical Study (1990) – от С. Т. Джоши
- John Dickson Carr: The Man Who Explained Miracles (1995) – от Дъглас Дж. Грийн